# 新居浜市立川東中学校
新居浜市立川東中学校（にいはましりつ かわひがしちゅうがっこう）は、愛媛県新居浜市にある公立中学校。

## 部活動
- サッカー部
- 陸上競技部
- 野球部
- 男子ソフトテニス部
- 女子ソフトテニス部
- 女子ソフトボール部
- 男子バレー部
- 女子バレー部
- 女子バスケットボール部
- 水泳部
- 男子卓球部
- 女子卓球部
- 吹奏楽部
- 美術部
- バドミントン部
- 柔道部
- 剣道部
- 家庭部

## 主な卒業生
- 福西崇史（元サッカー選手・サッカー指導者）
- 伊藤宏樹（元プロサッカー選手）
- 長崎望未（元ソフトボール選手）

## 通学区域が隣接している学校
- 新居浜市立東中学校
- 新居浜市立南中学校
- 新居浜市立泉川中学校
- 新居浜市立船木中学校
- 四国中央市立土居中学校